# ヴェンデウ・ジェラウド・マウリシオ・エ・シウヴァ
ヴェンデウ・ジェラウド・マウリシオ・エ・シウヴァ（Wendel Geraldo Maurício e Silva、1982年4月8日 - ）は、ブラジル・ミナスジェライス州マリアナ出身の元サッカー選手。現役時代のポジションはMF。

## 経歴
ブラジルのクルゼイロECでキャリアをスタートさせ、2006年にフランスのFCジロンダン・ボルドーに移籍した。2011年のサウジアラビアのアル・イテハドに移籍した。

## 代表歴
2004年にブラジルU-23代表として6試合に出場したことがあるが、2011年にフランス国籍を取得予定で、フランス代表の一員として2014 FIFAワールドカップ出場を目指していると宣言しているが、実際にはブラジル代表以外でプレーできる資格はない。

## 所属クラブ
- クルゼイロEC 2000-2004

→ CDナシオナル 2005 (loan)
→ サントスFC 2005-2006 (loan)
- FCジロンダン・ボルドー 2006-2011
- アル・イテハド 2011-2012
- アル・シャバブ・リヤド 2012
- CRヴァスコ・ダ・ガマ 2012-2013
- スポルチ・レシフェ 2014-2015
- ゴイアスEC 2016
- AAポンチ・プレッタ 2016-2017
- クルーベ・ナウチコ・カピバリベ 2018

## タイトル

### クラブ
クルゼイロ
- コパ・ド・ブラジル：2000、2003
- カンピオナート・ミネイロ：2003、2004
- カンピオナート・ブラジレイロ：2003

 サントス
- カンピオナート・パウリスタ：2006

 ボルドー
- リーグ・アン：2008-09
- トロフェ・デ・シャンピオン：2008、2009
- クープ・ドゥ・ラ・リーグ：2007、2009

 アル・シャバブ
- サウジ・プロフェッショナルリーグ：2012

 レシフェ
- カンピオナート・ペルナンブカーノ：2014

 ゴイアス
- カンピオナート・ゴイアーノ：2016

 ナウチコ
- カンピオナート・ペルナンブカーノ：2018